# Walter Bloem

Walter Bloem

Walter Julius Gustav Bloem (Pseudonym: B. Walter) (* 20. Juni 1868 in Elberfeld (heute Stadtteil von Wuppertal); † 19. August 1951 in Lübeck) war ein deutscher Schriftsteller. Er schrieb Romane, die seine deutschnationale Einstellung zum Ausdruck brachten und ihn mit einer Gesamtauflage von zwei Millionen zu einem der meistgelesenen Autoren seiner Zeit machten.

## Leben
Walter Bloem war der älteste von fünf Söhnen des Geheimen Justizrats, Rechtsanwalts und Notars Julius Bloem und seiner Frau Maria Helene geb. Hermes.
Aus der 1896 mit Margarete Kalähne geschlossenen Ehe gingen die Tochter Margareta (Eta, * 19. August 1897) und der Sohn Walter Julius Bloem hervor. In zweiter Ehe war er seit 1923 mit seiner Cousine Judith Bloem verheiratet. Eta heiratete später den schweizerischen Journalisten und Turkologen Max Rudolf Kaufmann (selber ein Gegner des deutschen Militarismus und Nationalsozialismus, der von 1925 bis 1952 in den USA und in der Schweiz lebte).

### Bis 1914
Bloem besuchte ab 1877 das Elberfelder Gymnasium, wo er einen literarischen Zirkel gründete, der bis zu seinem Tod bestand. Nach dem Abitur begann Bloem 1886 an der Ruprecht-Karls-Universität Heidelberg ein Studium der Philologie und Geschichte. In Heidelberg wurde er Mitglied der Satisfaktion gebenden Hamburger Gesellschaft. 1887 wechselte er an die Philipps-Universität Marburg, um Rechtswissenschaften und Nationalökonomie zu studieren. 1887 wurde er im Corps Teutonia Marburg aktiv. Als Inaktiver wechselte er 1888 an die Universität Leipzig, wo er sich im Dreikaiserjahr auch dem Corps Lusatia Leipzig anschloss. Seine Marburger Zeit verarbeitete er 18 Jahre später in seinem ersten Roman Der krasse Fuchs (1906), in dem er den Namen seines eigenen Corps Teutonia in „Corps Cimbria“ und den des Corps Hasso-Nassovia in „Nassovia“ abänderte, den des Corps Guestphalia Marburg jedoch beibehielt. In den Figuren ist der seinerzeit viel gelesene Roman weitgehend autobiographisch, so ist Werner Achenbach Walter Bloem selbst „minus dem in der Romanfigur unterschlagenen Dichtertum“, wie Bloem 1948 an Hermann Bauer schrieb.
Den letzten Teil des Studiums absolvierte er an der Rheinischen Friedrich-Wilhelms-Universität Bonn. Er bestand 1890 die Referendarprüfung und wurde in Jena zum Dr. iur. promoviert. Seinen Militärdienst leistete er in Düsseldorf ab. Nach der Assessorprüfung arbeitete er ab 1895 als Rechtsanwalt in Barmen. Zunächst nebenberuflich war er Schriftsteller und Herausgeber von Unterhaltungsliteratur, so hatte er die Redaktion des Literarischen Unterhaltungsblattes für Westdeutschland in Elberfeld übernommen. 1904 gab er seine Tätigkeit als Rechtsanwalt auf und zog als freier Schriftsteller nach Berlin. Dort war er zudem als Dramaturg am Neuen Theater tätig. 1912 erschien seine Romantrilogie über den Deutsch-Französischen Krieg (Das eiserne Jahr, Volk wider Volk, Die Schmiede der Zukunft), die ihn in ganz Deutschland berühmt machte. Er wurde damit zu einem der Lieblingsautoren des deutschen Kaisers Wilhelm II., der ihm für diese Trilogie den Roten Adlerorden 4. Klasse verlieh. Von 1911 bis 1914 lebte er in Stuttgart, wo er als Regisseur und Chefdramaturg am Hoftheater Stuttgart arbeitete. Kurz vor Kriegsausbruch gab er diese Stellung jedoch auf, um sich ganz der Schriftstellerei widmen zu können.

### Militärdienst, Erster Weltkrieg

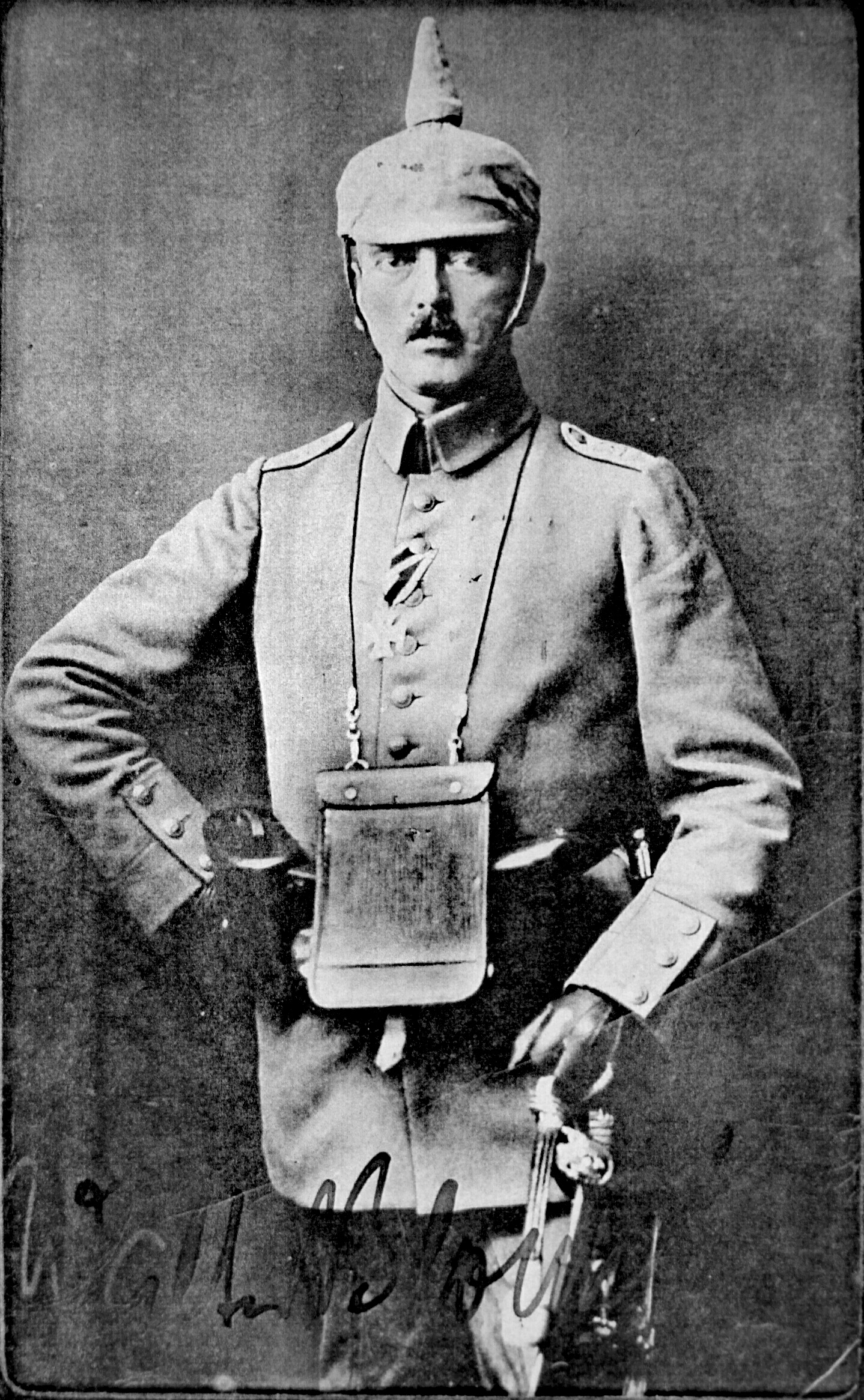
Hauptmann Walter Bloem

Walter Bloem hatte sein Jahr als Einjährig-Freiwilliger beim Füsilier-Regiment Nr. 39 in Düsseldorf abgedient. Im Jahr 1894 wurde er zum Leutnant der Reserve beim Füsilier-Regiment Nr. 40, das damals in Aachen stationiert war, befördert. Im Jahr 1904 zum Oberleutnant d.R. befördert, trat er 1906 zur Landwehr über. 1910 ließ er sich ins Reserveverhältnis zurück und zum Grenadier-Regiment „Prinz Carl von Preußen“ (2. Brandenburgisches) Nr. 12 versetzen. Dort wurde er 1912 zum Hauptmann d.R. befördert und nahm als solcher am Ersten Weltkrieg, zuletzt als Major d. R. teil. Als Kompaniechef des Grenadier-Regiments „Prinz Carl von Preußen“ (2. Brandenburgisches) Nr. 12 an der Westfront verwundet, wurde er von Januar bis Juli 1915 im Stab des Generalgouvernements Belgien in Brüssel verwendet, bevor er auf eigenen Wunsch wieder an die Kriegsfront versetzt wurde. Er war an der Ostfront als Chef des II., später I. Bataillons des Infanterieregiments 341, ehe er aufgrund einer Schussverletzung und einer sumpffieberartigen Krankheit mehrere Monate in medizinischer Behandlung verbringen musste. Von Mitte Februar bis Mitte März 1916 war er Bataillonschef des I. Bataillons des Grenadier-Regiments Nr. 12. Das Bataillon kämpfte in der Schlacht um Verdun. Sein Bataillon war zur Einnahme von Fort Douaumont vorgesehen. Dies gelang nicht; die Einheit wurde zu fast 90 % aufgerieben. Von März 1916 bis Anfang 1918 war er in der Abteilung III b im Generalstab des Heeres tätig, wo er die Feldpressestelle leitete. Sein direkter Vorgesetzter war Walter Nicolai. In der Deutschen Frühjahrsoffensive 1918 kam Bloem erneut zum Fronteinsatz. Sein Sohn Walter Julius Bloem kämpfte an seiner Seite. Walter Bloem wurde schwer verwundet und fiel für den Rest des Krieges aus, wurde aber noch zum Major d. R. befördert.
In seinen Romanen spiegelt sich die militärische Karriere von Bloem wider. Der Roman „Sommerleutnants“ trägt -ähnlich wie der „Krasse Fuchs“- starke autobiographische Züge. Die Handelnden in der Trilogie „Das eiserne Jahr, Volk wider Volk, Die Schmiede der Zukunft“ dienen vielfach im Füsilier-Regiment Nr. 40, und für das Grenadier-Regiment Nr. 12 schrieb Bloem eine ausführliche Regimentsgeschichte. Auch sonst verarbeitete er seine Erfahrungen als Offizier und Truppenführer in Erinnerungen, Tagebüchern und Romanen literarisch. Während des Krieges hatte er oftmals die Gelegenheit, den Kaiser bei Front- und Truppenbesuchen zu begleiten. Das Wesen und den Charakter des Kaisers beschrieb er in seinem Buch Das Ganze halt! (1919).

### Republik und NS-Zeit
Durch seine literarischen Erfolge wurde Bloem Millionär und lebte nach dem Krieg auf der von  ihm erworbenen Burg Rieneck in Mainfranken. Sein Vermögen verlor er jedoch im Laufe der Inflationsjahre wieder. 1926/27 unternahm er mit seiner Frau eine Weltreise, die ihn in die Sowjetunion, nach China, Japan und in die Vereinigten Staaten führte. Dank seines Rufs und seiner guten Beziehungen konnte er mit einem Diplomatenpass reisen. Er traf mit zahlreichen hochrangigen Persönlichkeiten zusammen, unter anderem mit US-Präsident Calvin Coolidge. 1929 verkaufte Bloem die Burg Rieneck und zog wieder nach Berlin.
Seit 1931 war er Vorsitzender der Arbeitsgemeinschaft nationaler Schriftsteller. In Hitler erblickte Bloem den Mann, der den Versailler Vertrag und die mit ihm verbundene Erniedrigung Deutschlands beseitigen sowie die Ehre der Nation wiederherstellen konnte. 1932 wurde Bloem zum Vorsitzenden des Schutzverbandes deutscher Schriftsteller gewählt. Nach der Machtübernahme der Nationalsozialisten war er ab Mai 1933 Ehrenvorsitzender des SDS, der im Rahmen der Gleichschaltung in den Reichsverband Deutscher Schriftsteller (RDS) überführt wurde. Bloem gehörte im Oktober 1933 zu den 88 deutschen Schriftstellern, die das Gelöbnis treuester Gefolgschaft für Adolf Hitler unterzeichneten. Im staatlich gelenkten Kulturbetrieb des NS-Staates spielte er keine bedeutende Rolle mehr, was vielleicht auch darauf zurückzuführen ist, dass sich Bloem in Werken wie Brüderlichkeit (1922) eindeutig gegen antisemitische Tendenzen in der deutschen Bevölkerung gewandt hatte. 1937 schrieb er das Drehbuch zu dem Kriegsfilm Urlaub auf Ehrenwort, der nach dem Ende des Zweiten Weltkrieges von der alliierten Militärzensur verboten wurde. Im Juni 1938 nahm er am Reichsfrontdichtertreffen in Guben teil. Am 19. September 1938 beantragte er die Aufnahme in die NSDAP und wurde zum 1. November desselben Jahres aufgenommen (Mitgliedsnummer 6.940.478). 1941 zeigte er noch einmal seine Zustimmung zur nationalsozialistischen Politik, indem er zu Karl Hans Bühners Anthologie Dem Führer ein Ergebenheitsgedicht beitrug, das mit den Worten „Mein Führer!“ beginnt.
Von Herbst 1941 bis Frühjahr 1942 war Bloem in Riga stationiert, wo er regen Anteil am Kunst- und Musikleben nahm und sich u. a. mit einem begeisterten Aufsatz über den lettischen Maler Vilhelms Purvītis hervortat. Zenta Maurina schreibt in ihrer Autobiographie: „Walter Bloem hatte das Vertrauen der einheimischen Künstler erobert, und als er plötzlich von Riga abberufen wurde, herrschte aufrichtige Betrübnis. Über die Flüsterbrücke kam die Nachricht, der Grund seiner unerwarteten Versetzung sei seine Sympathie für den lettischen Menschen und die lettische Kunst gewesen. […] Nun ruht er bereits unter der Erde, er und sein hochtrabender Traum von Mutter Germania, die alle anderen Völker unter ihre Flügel nimmt.“
Viele seiner Werke wurden nach dem Krieg in der SBZ bzw. DDR auf die Liste der auszusondernden Literatur gesetzt.

### Späte Jahre
Nach seiner Rückkehr aus sowjetischer Kriegsgefangenschaft lebte Walter Bloem in Lübeck, wo er am 19. August 1951 im Alter von 83 Jahren verstarb. Er wurde im fränkischen Rieneck bestattet, wo eine Ortsstraße nach ihm benannt ist. Über Bloems letzte Lebensjahre schreibt Heinz Wolff: „Der Zusammenbruch [des Dritten Reiches] sah ihn vereinsamt, verarmt, vergrämt und verhärmt in Lübeck-Travemünde. 1951 wurde er, der seine Zeit nicht mehr verstand, der nichts mehr zu sagen wußte, dem auch niemand mehr etwas sagte, in des Wortes wahrster Bedeutung von diesem wechselvollen Leben erlöst.“

## Ehrungen
- Roter Adlerorden 4. Klasse (1913)
- Eisernes Kreuz 2. Klasse (1914)
- Eisernes Kreuz 1. Klasse (1915)
- Ritter des Friedrichs-Ordens
- Eiserner Halbmond
- Königlicher Hausorden von Hohenzollern
- Albrechts-Orden, Ritterkreuz 1. Klasse mit Schwertern
- Goethe-Medaille für Kunst und Wissenschaft (1933 zum 65. Geburtstag durch Reichspräsident v. Hindenburg)

## Werke

### Romane

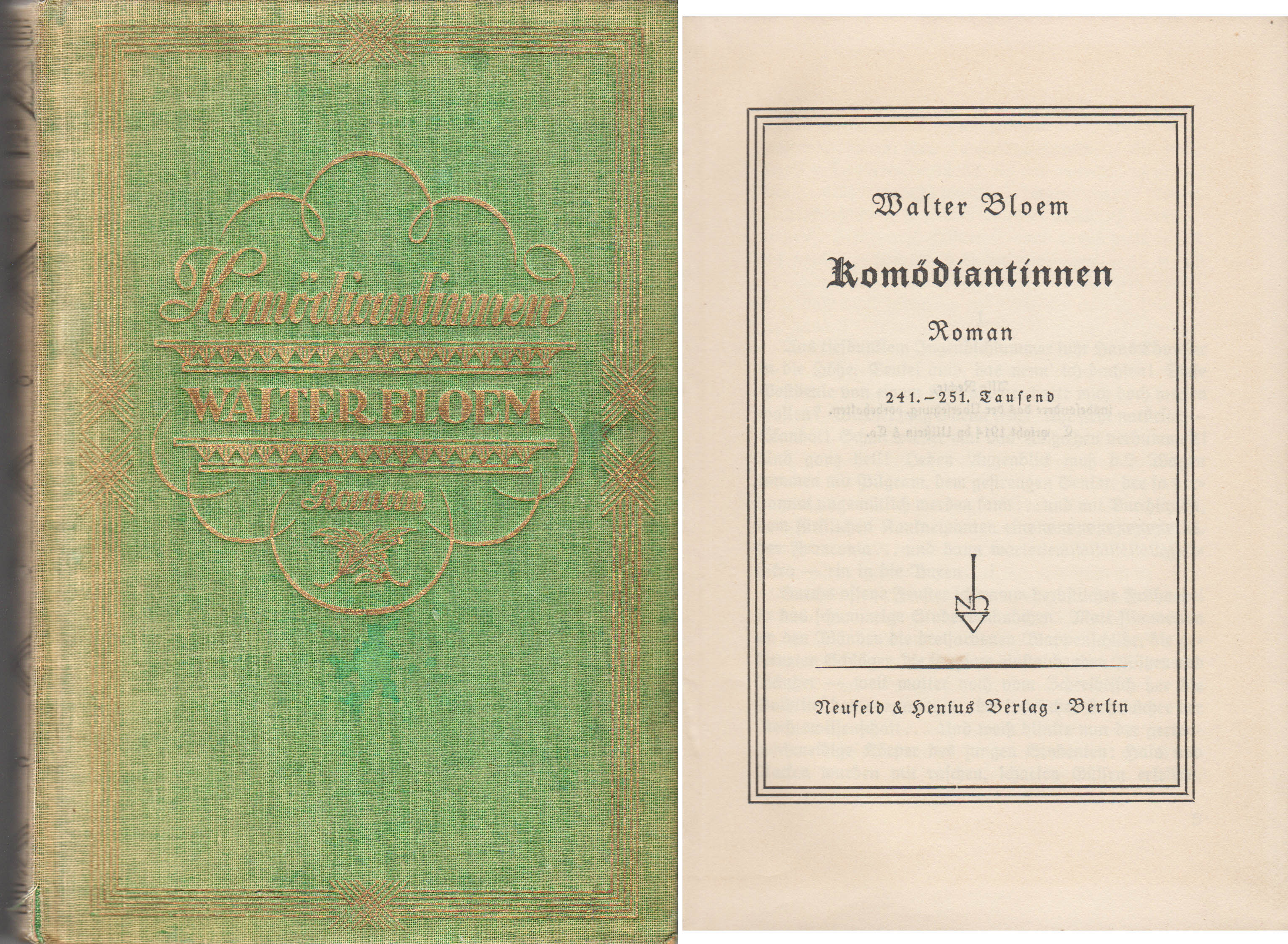
Die Komödiantinnen von Walter Bloem, Neufeld & Henius Verlag Berlin

- Der krasse Fuchs, 1906 (wurde 1924/25 von Conrad Wiene verfilmt)
- Der Paragraphenlehrling, 1907  (späterer Titel: Das jüngste Gericht, Grethlein & Co., Leipzig/Zürich 1911)
- Das lockende Spiel, 1908 (Digitalisat des 1. bis 4. Tausend im Internet Archive)
- Sonnenland, 1909 (Digitalisat des 56. bis 75. Tausend im Internet Archive)
- Sommerleutnants. Die Geschichte einer achtwöchigen Übung, 1910 (Digitalisat des 13. bis 17. Tausend im Internet Archive)
- Das eiserne Jahr, 1910
- Volk wider Volk, Grethlein & Co., Leipzig 1912 (Digitalisat des 71. bis 80. Tausend im Internet Archive)
- Die Schmiede der Zukunft, 1913
- Das Ende der Großen Armee, 1913 (Jugendbuch)
- 1813 – Geschichte eines jungen Freiheitshelden, 1913 (Jugendbuch; Digitalisat im Internet Archive)
- 1814/15 – Geschichte eines jungen Freiheitshelden, 1914 (Jugendbuch)
- Das verlorene Vaterland, 1914 (Digitalisat im Internet Archive)
- Komödiantinnen, 1914 (Digitalisat des 252. bis 256. Tausend im Internet Archive)
- Gottesferne, 1920 (Digitalisat des 1. bis 50. Tausend im Internet Archive)
- Herrin, 1921
- Brüderlichkeit, 1922
- Das Land unserer Liebe, 1924
- Mörderin?, 1924
- Teutonen, 1926
- Sohn seines Landes, 1928
- Washington, 1928/29
- Held seines Landes, 1929
- Wir werden ein Volk, 1929
- Frontsoldaten, 1930
- Faust in Montbijou, 1931
- Hindenburg der Deutsche, 1932
- Heiliger Frühling. Ein Roman junger Deutscher im Kriege, 1933
- Die Stürmer vom Douaumont, 1934 (mit Cordt von Brandis)
- Die große Liebe, 1935
- Faust und Gretchen auf dem Römerberg, 1937
- Der Volkstribun, 1937
- Geliebte Frau, geliebte Stadt, 1950

### Dramen
- Caub, 1897, uraufgeführt 1899 in Berlin
- Heinrich von Plauen, 1902
- Schnapphähne, 1902
- Der Jubiläumsbrunnen. Drama in 4 Akten, 1905 (Unvollständiges Digitalisat im Internet Archive)
- Der neue Wille. Drama in vier Akten, 1906 (Digitalisat im Internet Archive)
- Dreiklang des Krieges. Szenen aus der Zeit, 1918 (Digitalisat im Internet Archive)
- Helden von gestern, 1920
- Plettenberg, 1943
- Patkull, 1943[16]

### Sonstiges
- An heimischen Ufern, 1912 (Fotoband)
- Vormarsch, Verlag Grethlein & Co, Leipzig 1916 (Kriegserinnerungen – unter dem Titel The Advance from Mons 1914: The Experiences of a German Infantry Officer im Jahr 2004 in Großbritannien neu aufgelegt).
- Sturmsignal, 1918 (Kriegserinnerungen)
- Das Ganze Halt, 1919 (Kriegserinnerungen)
- Der Weltbrand – Deutschlands Tragödie 1914–1918, 2 Bände, 1923 (Geschichte Erster Weltkrieg. Hiervon erschien auch eine einbändige gekürzte „Volksausgabe“. Illustriert von Ludwig Dettmann)
- Weltgesicht, 1928 (Bericht seiner Weltreise, die ihn in die Sowjetunion, nach China, Japan und in die Vereinigten Staaten geführt hat)
- Unvergängliches Deutschland, 1933 (Fotoband)
- Das Grenadier-Regiment Prinz Carl von Preußen (2. Brandenburg.) Nr. 12 : nach den Erinnerungsblättern des Majors v. Schönfeldt sowie den Aufzeichnungen anderer Mitkämpfer / bearbeitet von Walter Bloem. Hrsg. vom Reichsverband ehem. 12er